# Carlos Sentís
Carlos Sentís Anfruns, también Carles Sentís i Anfruns (Barcelona, 9 de diciembre de 1911-Ibidem, 19 de julio de 2011) fue un periodista y político español. Plenamente identificado con el franquismo, tras la muerte del dictador se incorporó a la vida democrática y fue uno de los principales artífices del regreso a Cataluña de Tarradellas desde el exilio.

## Biografía
Nació el 9 de diciembre de 1911 en Barcelona. Estudió Derecho en la Universidad de Barcelona, ampliando posteriormente sus estudios en La Sorbona de París.

### Actividad periodística
Inició su actividad periodística en los años treinta colaborando con los diarios La Publicitat, L'Instant y La Veu de Catalunya; y en semanarios como Mirador, donde destacó su serie de reportajes sobre el "Transmiserià", los autocares clandestinos que transportaban emigrantes de Murcia y Andalucía hacia Cataluña, en los que viajó haciéndose pasar por uno de ellos, anticipando las modernas técnicas del reporterismo.
Parece ser el primero en utilizar el concepto "la Cataluña real", cosa que hizo en un artículo escrito en La Vanguardia poco después de la ocupación franquista de Barcelona. Este concepto, muy usado para distinguir entre los resultados y una supuesta realidad no patente, está inspirado en el concepto esencialista «pays réel», formulado por el francés Charles Maurras.[cita requerida]
Durante la Segunda Guerra Mundial fue corresponsal de guerra de los diarios ABC y La Vanguardia en África y Europa. Asistió a la liberación del campo de concentración nazi de Dachau por parte del ejército estadounidense y a las sesiones de los Juicios de Núremberg. De 1950 a 1953 fue agregado de Prensa en Bruselas y París.
Corresponsal durante algunos años en Nueva York y París, fue director de la Agencia EFE en 1963 (posteriormente, presidente del Consejo de Administración de la misma), del diario Tele/eXprés en 1966 y de Radio Barcelona en 1972. Fue decano del Colegio de Periodistas de Cataluña y presidente del Centro Internacional de Prensa de Barcelona. Colaboró en Avui y La Vanguardia, de cuyo consejo de dirección era miembro.

### Actividad política
Vinculado al catalanismo moderado durante la Segunda República, fue secretario del consejero de Finanzas de la Generalidad de Cataluña, Martí Esteve, en el gobierno de Lluís Companys (1934). Esteve militaba en Acció Catalana Republicana (partido catalanista de centro-izquierda, entre cuyos dirigentes se encontraba Luis Nicolau d'Olwer), no en Esquerra Republicana de Catalunya, el partido del presidente Companys. Tras la proclamación del Estado catalán en octubre de 1934 por parte de Companys, que se saldó con la detención del gobierno catalán detenido, Sentís fue también encarcelado en el buque prisión Ciudad de Cádiz. Tras su liberación se acercó al entorno periodístico de la Lliga de Francesc Cambó. Tras el alzamiento militar que provocó la Guerra Civil, y el asesinato de numerosos periodistas por parte de pistoleros de la FAI, como Josep Maria Planes, Sentís se escondió y, con la ayuda de su hermano, funcionario de la Generalidad, logró abandonar el país rumbo a Italia, junto con otros periodistas vinculados a la Lliga, como Joan Costa i Deu.
Durante la Guerra Civil formó parte de los servicios de información organizados por Cambó en Francia, haciendo informes para él, que nutrieron tanto los medios de comunicación conservadores de todo el mundo como a las mismas tropas franquistas. En enero de 1939 entró en Barcelona junto con las tropas franquistas, publicando poco después en La Vanguardia (entonces La Vanguardia Española) su célebre artículo Finis Cataloniae?, en el que defendía que el franquismo había salvado a Cataluña. Tras la ocupación de Madrid, fue uno de los saqueadores de la biblioteca personal de Juan Ramón Jiménez. Sin embargo, en sus memorias, Sentís ha negado tanto ser "espía de Franco" como el episodio sobre el saqueo de la casa madrileña de Juan Ramón Jiménez. No obstante, en los textos del propio Juan Ramón referentes al asalto de su casa, reunidos en el libro Guerra en España, se identifica a uno de los expoliadores con las iniciales de C.S. y el apelativo de "joven ratero catalán".
Plenamente alineado con la dictadura franquista (fue secretario personal de Rafael Sánchez Mazas mientras fue ministro sin cartera), se identificó plenamente con los intereses de la nueva realidad política de aquella España calificada como «represora», desprestigiada y necesitada de una nueva imagen internacional. Sentís fue un perfecto embajador del régimen.
A la muerte del dictador, Sentís se unió al nuevo partido del presidente Adolfo Suárez. En el primer gobierno de la monarquía fue designado director general de Coordinación Informativa del Ministerio de Información y Turismo.
En 1977 fue elegido diputado por Barcelona en las elecciones generales como candidato de Unión de Centro Democrático (UCD), siendo reelegido en las elecciones generales de 1979. Durante su estancia en el Parlamento fue nombrado vicepresidente de la Comisión de Asuntos Exteriores. Abandonó el Parlamento español en 1982.
Desde su puesto en Madrid fue uno de los máximos defensores y partidarios del restablecimiento de la Generalidad de Cataluña, contribuyendo activamente al regreso del presidente Josep Tarradellas. En 1977 fue nombrado consejero sin cartera de la Generalidad de Cataluña provisional, cargo que abandonó en 1980, al constituirse el primer gobierno de Jordi Pujol.
Murió el martes, 19 de julio de 2011 a la edad de 99 años.

## Obra escrita
- 1942: La Europa que he visto morir.
- 1945: África en blanco y negro: del Congo a Argel con el General De Gaulle.
- 1945: La paz vista desde Londres: de Dachau a Picadilly en el día de la victoria.
- 1951: Tragedia política en el Caribe: ¿Puerto Rico o Puerto Pobre?
- 1953: Cómo eres (Usted es así).
- 1977: Manuel Fraga Iribarne: perfil humano y político.
- 1981: 100 articles d'en Sentis.
- 1982: Protagonistas que conocí.
- 1986: Ahora, Barcelona.
- 1994: Viatge en Transmiserià: crònica viscula de la primera gran emigració a Catalunya.
- 1995: El procés de Nuremberg.
- 1999: Al filo del nuevo siglo: reflexiones de un periodista.
- 2001: Reviure la Costa Brava.
- 2002: I de sobte, Tarradellas.
- 2004: L'instant abans del 36.
- 2004: Seis generaciones de Borbones y un cronista.
- 2006: Memorias de un espectador (1911-1950).
- 2008: Jardins de Cap Roig: història-cultura-natura.
- 2011: Cien años de sociedad. Recuerdos de un periodista centenario.

## Reconocimientos
- Cruz de San Jorge (1986).
- Premio Nacional de Periodismo de Cataluña (1998).
- Comendador de la Legión de Honor.
- Medalla de Oro al Mérito en el Trabajo (2008).[15]